# Hrabstwo Orleans (Nowy Jork)
Orleans – hrabstwo (ang. county) w stanie  Nowy Jork w USA. Populacja wynosi 44 171 mieszkańców (stan według spisu z 2000 r.).
Powierzchnia hrabstwa wynosi 2117 km². Gęstość zaludnienia wynosi 161 osób/km².
Hrabstwo Orleans leży we wschodniej części stanu  Nowy Jork. Hrabstwo Orleans sąsiaduje z:
- północ – jezioro Ontario w Kanadzie
- południe – hrabstwo Genesee
- zachód – hrabstwo Niagara
- wschód – hrabstwo Monroe

## Miasta
- Albion
- Barre
- Carlton
- Clarendon
- Gaines
- Kendall
- Murray
- Ridgeway
- Shelby
- Yates

## Wioski
- Albion
- Holley
- Lyndonville
- Medina